# Комратське водосховище
Комратське водосховище (рум. Lacul de acumulare Comrat) — водосховище на річці Ялпуг (басейн Дунаю) поблизу від північної околиці однойменного міста Комрат (АТУ Гагаузія, Молдова). Уздовж правого берега водосховища на відстані від 10 до 350 м проходить траса E584. Висота над рівнем моря — 55,64 м.

## Коротка характеристика
Комратське водосховище зведено в долині річки Ялпуг на місці двох невеликих ставків, що пересихали. Його ложе рівне і до заповнення водою було сухим, берегова лінія звивиста. Лівий берег водосховища крутий, його схил порізаний численними глибокими ярами. Правий берег водойми пологіший. Флора околиць водосховища представлена мізерними степовими злаками. У період дощів, більша частина яких має тут зливовий характер, у водосховище з численних ярів масово зноситься глиняна завись, надлишок якої призводить до передчасного замулення водосховища. Умови водойми сприятливі для розведення риби.

## Гідрологічний режим та параметри
Водосховище руслового типу, непроточне, із наповненням із річки Ялпуг. Регулювання стоку — сезонне.
Основне призначення при проєктуванні:
- формування запасів води для зрошення;
- рибництво.

Початкові параметри:
- довжина — 3,65 км[1];
- ширина: середня — 470 м, найбільша — 690 м[1];
- глибина: середня — 2,38 м, найбільша — 4,5 м[1];
- площа водного дзеркала при нормальному підпірному рівні — 1,7 км2[1];
- об'єм води: повний статичний — 4,05 млн м³, корисний — 3,56 млн м³[1];
- позначка нормального підпірного рівня — 56,1 м, форсований підпірний рівень — 56,95 м[1].

- станом на 1983 рік:
- глибина: середня — 1,76 м[1];
- площа водного дзеркала при нормальному підпірному рівні — 1,45 км2[1];
- об'єм води — 1,4 млн м³[1].

- станом на 1995 рік:
- глибина: середня — 1 м;
- площа водного дзеркала при нормальному підпірному рівні — 1,4 км2[1];
- об'єм води — 1,4 млн м³[1].

- станом на 2000 рік:
- глибина: середня — 0,86 м[1];
- площа водного дзеркала при нормальному підпірному рівні — 1,4 км2[1];
- об'єм води — 1,2 млн м³[1].

Гідротехнічні споруди:
- земляна гребля без отвору, довжина — 410 м, найбільша висота — 4,07 м;
- водозлив із затворами та регулятором, розташований на правому березі;
- насосна станція для зрошення[1].

## Сучасний стан
Водне живлення водосховища здійснюється з півночі, річкою Ялпуг. Протягом експлуатації воно дуже замулилося, що пояснює значну розбіжність показників проєктної та фактичної глибини в різні роки. Нині цілісність тіла греблі порушено, на верхніх схилах греблі спостерігається сильна ерозія. Бетонні конструкції пошкоджено. Гідротехнічне обладнання та установки не діють. У зв'язку з руйнуванням 2000 року під час паводку шлюзів, останні відновлені не були, цілісність дамби забезпечено перекриттям доступу води з озера до гідроспоруд. Нині контрольований скид води з водосховища здійснюється через встановлені зливні труби. Недотримання вимог щодо експлуатації гідротехнічного обладнання призвело 2017 року до прориву дамби водосховища, затоплення 427 га прилеглої території та підтоплення домоволодінь.
Водойму здають в оренду і використовують для розведення промислових видів риби, а також для відпочинку жителів Комрата та прилеглих населених пунктів.
| Гідрохімічні показники якості | 2019  | 2019  | 2019  | 2020  | 2020  | 2020  | 2021  | 2021  | 2021  | 2021  |
| Гідрохімічні показники якості | 14.05 | 21.08 | 20.11 | 19.02 | 15.07 | 21.10 | 15.02 | 20.04 | 21.07 | 21.10 |
| БПК5                          | V     | V     | V     | V     | V     | III   | V     |       | III   |       |
| ХСК                           | V     | V     |       |       | V     |       | IV    | III   | III   | III   |
| Хлорид-іони                   | V     | V     | V     |       |       |       |       |       |       |       |
| Іони магнію                   | V     |       | V     |       |       |       |       |       |       |       |
| Na++K+                        | V     | V     | V     | V     | III   | V     |       |       |       |       |
| Сульфат-іони                  |       |       | IV    |       |       |       |       |       |       |       |
| Твердість                     | V     |       | IV    |       |       |       |       |       |       |       |
| Амонійний азот                | III   |       | IV    | IV    | IV    | IV    |       |       |       |       |
| Загальний фосфор              |       |       | IV    |       | III   | III   |       | III   | III   |       |
| Мінеральний фосфор            |       | III   | IV    |       |       | IV    |       | III   |       |       |
| Завислі речовини              | V     |       | V     |       |       |       |       |       |       |       |
| Мінералізація                 | V     |       |       |       |       | IV    | IV    | IV    | IV    | III   |
| Нітратний азот                |       |       |       | III   |       |       |       |       |       |       |
| Нітритний азот                |       |       |       | III   |       |       |       |       |       |       |
| Залізо                        |       |       |       |       |       |       |       |       |       | III   |
| Продукти нафти                |       |       |       |       |       |       |       |       | III   |       |

## Екологія
Нині найбільший антропогенний вплив на водосховище чинить річка Ялпуг, у води якої у верхній течії скидаються неочищені стоки господарських об'єктів, розташованих уздовж річки.
Протягом 2019—2021 років, з метою визначення гідрохімічних показників якості води у Комратському водосховищі, проведено лабораторні дослідження, за результатами яких установлено класи якості поверхневих вод (зведені дані наведено в таблиці). Воду у водосховищі віднесено до V класу якості (дуже забруднена).
Сильне замулення, відсутність у водосховищі течії, а також евтрофікація сприяє періодичним заморам риби внаслідок кисневого голодування, викликаного нестачею або повною відсутністю розчиненого у воді кисню.